# Yasiel Sotero
Yasiel Brayan Sotero Salazar (* 28. Dezember 2001 in Havanna) ist ein spanischer Leichtathlet kubanischer Herkunft, der sich auf den Diskuswurf spezialisiert hat.

## Sportliche Laufbahn
Erste internationale Erfahrungen sammelte Yasiel Sotero im Jahr 2018, als er bei den U18-Europameisterschaften in Győr mit einer Weite von 64,31 m die Goldmedaille mit dem leichteren 1,5-kg-Diskus gewann. Anschließend startete er bei den Olympischen Jugendspielen in Buenos Aires und gelangte dort auf Rang 14. Im Jahr darauf siegte er mit 62,93 m mit dem 1,75-kg-Diskus bei den U20-Europameisterschaften in Borås und 2021 gewann er bei den U23-Europameisterschaften in Tallinn mit 58,07 m die Bronzemedaille hinter dem Slowenen Kristjan Čeh und Jauhen Bahuzki aus Belarus. 2023 wurde er bei der 1. Liga der Team-Europameisterschaft im Rahmen der Europaspiele in Chorzów mit 61,19 m Vierter und anschließend gewann er bei den U23-Europameisterschaften in Espoo mit 61,69 m erneut die Bronzemedaille, diesmal hinter dem Litauer Mykolas Alekna und Marius Karges aus Deutschland. Anschließend schied er bei den Weltmeisterschaften in Budapest mit 55,89 m in der Qualifikationsrunde aus. Im Jahr darauf verpasste er bei den Europameisterschaften in Rom mit 60,37 m den Finaleinzug.